# Earl (album d'Earl Sweatshirt)
Pour les articles homonymes, voir Earl.
Albums de Earl Sweatshirt
Doris
(2013)
Singles
1. Earl
Sortie : 25 juin 2009

Earl est une mixtape d'Earl Sweatshirt, accessible en téléchargement gratuit à partir du 31 mars 2010 sur le site web d'Odd Future.
L'album est produit par Tyler, The Creator, à l'exception de deux titres produits par BeatBoy et Left Brain.
Lors de sa publication, l'album a été accueilli avec beaucoup d'intérêt par la presse et sur le web. Pitchfork a qualifié l'opus d'« hypnotique » (mesmerizing) et le site Altered Zones l'a classé parmi les dix meilleurs albums de 2010. Le site Gorilla vs. Bear (en) l'a classé 12e des 30 meilleurs albums de l'année 2010 et le magazine Complex, 24e des 25 meilleurs albums de 2010.

## Liste des titres
| No  | Titre                                                               | Contient un (des) sample(s) de               | Durée |
| --- | ------------------------------------------------------------------- | -------------------------------------------- | ----- |
| 1.  | Thisniggaugly (Produit par Tyler, The Creator)                      |                                              | 1:18  |
| 2.  | Earl (Produit par Tyler, The Creator)                               | Ain't No Sunshine du Harlem Underground Band | 2:26  |
| 3.  | Couch (featuring Ace, The Creator – Produit par Tyler, The Creator) |                                              | 3:16  |
| 4.  | Kill (Produit par Tyler, The Creator)                               | Get Off Your Ass and Jam de Funkadelic       | 2:20  |
| 5.  | Wakeupfaggot (Produit par Tyler, The Creator)                       |                                              | 0:41  |
| 6.  | Luper (Produit par Tyler, The Creator)                              |                                              | 1:59  |
| 7.  | epaR (featuring Vince Staples – Produit par Left Brain)             |                                              | 4:00  |
| 8.  | Moonlight (featuring Hodgy Beats – Produit par Tyler, The Creator)  |                                              | 2:04  |
| 9.  | Pigions (featuring Wolf Haley – Produit par Tyler, The Creator)     |                                              | 3:33  |
| 10. | Stapleton (Produit par BeatBoy)                                     |                                              | 4:16  |